# Seul à la fin
Singles de Alain Chamfort
Joujou à la casse
(1977) Manureva
(1979)
Seul à la fin est une chanson écrite par Jean-Michel Rivat, composée par Alain Chamfort et Jean-Noël Chaléat et interprétée par Alain Chamfort en 1978.
Cette chanson n'est sortie qu'en single en septembre 1978 avec Danse, danse comme ça pour face B du 45 tours. Enregistré à Londres en juin 1978, la réalisation artistique fut dirigée par Bernard Saint-Paul, qu'un maxi 45 tours est sorti simultanément et Alain Chamfort a tourné, produit et financé son premier clip pour cette chanson.
Un peu oubliée depuis le succès de Manureva, elle sera rarement publiée en disque compact et réapparaîtra dans le best of Le Chemin est le bonheur 1976-2006 et sur l'intégrale de la carrière du chanteur sortis respectivement en 2006 et 2007.
Daniel Balavoine reprendra le titre dans une version quelque peu accéléré musicalement lors de son passage à l'Olympia du 31 janvier au février 1980,.